# لامبروآزی
لامبروآزی (فرانسوی: L'Ambroisie‎؛ ‏تلفظ فرانسوی: [lɑ̃bʁwazi]) یک رستوران سنتی فرانسوی است که در سال ۱۹۸۶ توسط سرآشپز فرانسوی برنار پاکو در پاریس بنیان نهاده شد و بر آشپزی فرانسوی متمرکز است. ساختمان این رستوران یک عمارت تاریخی است و محله‌ای که در آن واقع شده‌است در سده‌های ۱۷ و ۱۸ میلادی، محلهٔ نجیب‌زادگان و طبقه فرادست جامعه بود. والدینش برنار پاکو او را در ۱۳ سالگی رها کردند و او در یتیم خانه‌ای در کوه‌های لیون بزرگ شد. این رستوران، ۳۰ سال است که یک رستوران سه‌ستاره میشلن است و نامش را که در زبان انگلیسی آمبروزیا خوانده می‌شود، از یکی از اسطوره‌های یونان باستان می‌گیرد که خدای غذا و منشأ جاودانگی محسوب می‌شد. برنار پاکو در سال ۲۰۱۲ این رستوران را به پسرش ماتیو واگذار کرد، اما همچنان از نزدیک نظارت دارد تا اطمینان حاصل کند که رستوران خدمات و کیفیت خود را در سطح بالا حفظ می‌کند.